# Pléographe
Le pléographe (polonais : Pleograf) était un prototype de caméra construit en 1894, avant ceux fabriqués par les frères Lumière, par l'inventeur polonais Kazimierz Prószyński.

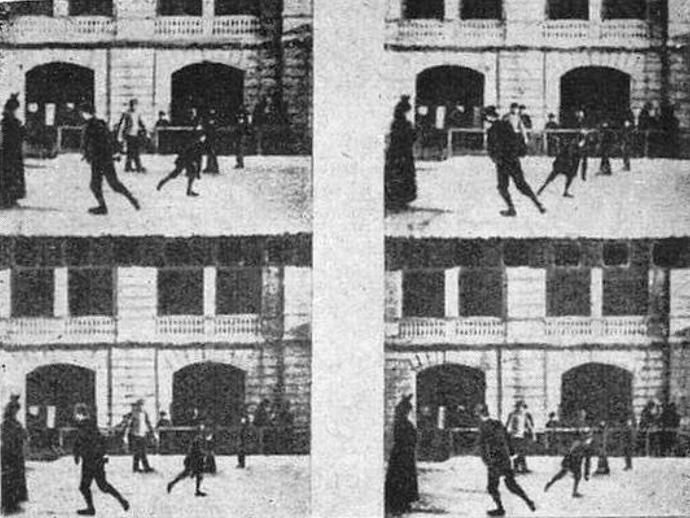
Images de Ślizgawka w Ogrodzie Saskim tourné sur avec un pléographe en 1902

À l'instar du cinématographe des frères Lumière, le pléographe de Prószyński est également utilisé comme projecteur. L'appareil utilisait un rectangle de celluloïd avec perforation entre plusieurs rangées parallèles d'images. En utilisant un pléographe amélioré (le biopléographe), Prószyński tourne les premiers courts métrages montrant des scènes de la vie de Varsovie, comme des gens patinant dans le parc (Ślizgawka w Ogrodzie Saskim, en français « Patinoire dans le jardin saxon »), en 1902). Louis Lumière, lors d'une démonstration du pléographe inventé par Prószyński, aurait annoncé à tous les présents : « Messieurs, cet homme est le premier en cinématographie, je suis le deuxième »
Prószyński a ensuite construit la première caméra portative qu'il nomme l'aéroscope, qui est également la première caméra à air comprimé. 
Le premier studio de cinéma polonais établi à Varsovie en 1901 a été nommé d'après cette caméra, en reprenant l'orthographe polonaise. Il ferme par la suite ses portes, concurrencé par l'invention du cinématographe. L'invention du pléographe tombe ensuite dans l'oubli.